# Éthyrimol
L'éthyrimol est un fongicide.